# Forces armées bangladaises
Les Forces armées du Bangladesh assurent la défense de ce pays asiatique depuis 1971.

## Histoire politique
Le 15 août 1975, le président Mujibur Rahman et sa famille sont assassinés par des officiers militaires bangladais.
Une série de coups d'État et contre-coups-d'État dans les trois mois suivants culminent avec la montée au pouvoir du général Ziaur Rahman (« Zia »), qui réinstalle le système politique précédent à plusieurs partis et fonde le Parti nationaliste du Bangladesh (BNP). Zia est assassiné en 1981 par des militaires. Le prochain chef d'État important est le général Hossain Mohammad Ershad, qui monte au pouvoir dans un coup d'État exsangue en 1982 et y reste jusqu'en 1990 quand il est forcé de démissionner sous la pression de donateurs occidentaux à la suite d'un changement majeur en politique internationale après la fin de la guerre froide et des dictateurs communistes. Depuis lors, le Bangladesh est à nouveau une démocratie parlementaire.

## Composition
- L'armée de terre bangladaise compte environ 200 000 hommes,
- L'armée de l'air du Bangladesh 14 000 hommes,
- La Marine bangladaise 14 950 hommes.

En plus de leur rôle traditionnel de défense, les forces militaires sont appelées à rendre service aux autorités civiles lors de catastrophes naturelles, ainsi que pendant des périodes d'instabilité politique. En outre, une force paramilitaire composée d'environ 40 000 hommes, les Border Guard Bangladesh (BGB), assure le contrôle des frontières

## Implication internationale
Depuis 1988, le Bangladesh est un des États les plus actifs au sein des missions de maintien de la paix de l'ONU. Il a participé à 36 des 50 dernières missions onusiennes. Une telle implication est motivée par plusieurs raisons. Tout d'abord, à la suite d'une période de dictature militaire, l'envoi d'importants contingents au sein de missions de maintien de la paix permet de détourner l'armée d'une éventuelle volonté de reprendre le pouvoir. En outre, de telles missions permettent à l'armée bangladaise d'accumuler de l'expérience et de collaborer avec d'autres armées. Enfin, cela permet d'affirmer le rôle du Bangladesh au sein des relations internationales. En participant activement à la préservation de la paix dans le monde, le Bangladesh acquiert un statut de partenaire de confiance.
Le Bangladesh a contribué à la coalition combattant dans la première guerre du Golfe en apportant 2 300 hommes, et est l'un des premiers pays participant aux forces de maintien de paix de l'ONU partout dans le monde. Le 27 octobre 2011, l'armée bangladaise est déployée au sein des missions suivantes :
- Liban : 326 militaires au sein de la FINUL ;
- Soudan : 1 observateur militaire au sein de la FISNUA ; 1 617 militaires et 19 observateurs militaires au sein de la MINUS (ainsi que 1 651 policiers) ; 395 militaires et 12 observateurs militaires au sein de la MINUAD au Darfour (684 policiers aussi déployés);
- Liberia : 1 437 militaires et 13 observateurs militaires au sein de la MINUL ;
- Soudan du Sud : 1 563 militaires et 7 observateurs militaires au sein de la MINUSS (ainsi que 13 policiers) ;
- Timor oriental : 3 observateurs militaires au sein de la MINUT (ainsi que 140 policiers) ;
- République démocratique du Congo : 2 523 militaires et 30 observateurs militaires au sein de la MONUSCO (ainsi que 387 policiers) ;
- République centrafricaine et  Tchad : 44 policiers au sein de la MINURCAT (ainsi que 2 policiers) ;
- Côte d'Ivoire : 2 170 militaires et 13 observateurs militaires au sein de l'ONUCI (ainsi que 358 policiers).

Au total, ce sont donc 10 095 militaires et 108 observateurs militaires qui sont déployés à travers le monde. En termes d'effectifs déployés, le Bangladesh est donc le deuxième contributeur derrière le Pakistan.